# Le Bardon
Le Bardon là một xã trong tỉnh Loiret, vùng Centre-Val de Loire bắc trung bộ nước Pháp. Xã này nằm ở khu vực có độ cao từ 99-120 mét trên mực nước biển.